# كاراوتوك
كاراوتوك هي قرية تقع في منطقة باتكين في دولة قيرغيزستان.